# Neal Whitmore
Neal Whitmore (Henley-on-Thames, 11 september 1960) – alias Neal X – is een Britse gitarist die bekend werd met Sigue Sigue Sputnik, een Britse new wave en glampunkgroep opgericht in 1982. Met Sigue Sigue Sputnik had Whitmore succes met het nummer Love Missile F1-11 in 1986.
Whitmore werkte onder anderen samen met Giorgio Moroder (met Sigue Sigue Sputnik) en toerde met artiesten als Marc Almond en Adam Ant.